# Tías (mitología)
Tías, Tiante o Tíante (en griego antiguo Θείας Teías) es, en la mitología griega, un hijo de Belo y de una tal Oritía —conocida esta tan solo por ser una ninfa—. Se dice que en el monte Líbano le nació a Tías su hija Esmirna, y debido a que esta era una bella muchacha se presentaron a su debido tiempo innumerables pretendientes de diferentes ciudades. Esmirna, que albergaba en su pecho un amor violento hacia su padre, urdió un plan. Hipólita, la nodriza de Esmirna, decidió ayudar a satisfacer los deseos de la doncella. Le dijo a su señor que una acaudalada princesa quería casarse con Tías y así, engañado, padre e hija yacieron en el mismo lecho al amparo de la oscuridad. Tías, deseando conocer la identidad de su misteriosa amante colocó una antorcha encendida en la alcoba y así descubrió que acababa de yacer con su propia hija. Fruto de esta incestuosa unión nació Adonis, pero Esmirna, levantando las manos al cielo, suplicó no aparecer nunca más, ni entre los vivos ni entre los muertos. Zeus tuvo piedad y la metamorfoseó en el árbol que lleva su nombre, esto es, la mirra —un arbusto que crece en tierras arábigas—. Tíante se dio muerte por haber perpetrado este acto impío pero el niño fue criado por voluntad de Zeus: le llamaron Adonis, y Afrodita le amó extraordinariamente a causa de su belleza.
En otras versiones más conocidas padre e hija son conocidos como Cíniras y Mirra, respectivamente.